# Igor Tamm
Pour les articles homonymes, voir Tamm.
Igor Ievguenievitch Tamm (en russe : И́горь Евге́ньевич Тамм), né le 8 juillet 1895 à Vladivostok et mort le 12 avril 1971 à Moscou) est un physicien nucléaire soviétique. Il est colauréat avec Ilia Frank et Pavel Tcherenkov du prix Nobel de physique de 1958 « pour la découverte et l'interprétation de l'effet Tcherenkov ».

## Biographie
Il étudie d’abord en Crimée puis à l’université Lomonossov de Moscou, au sein de l’Institut Polytechnique et de Physique de l’ingénieur, d’où il sort physicien diplômé en 1918. Il est envoyé par les Soviets à l’Université communiste Sverdlov. Tamm soutint sa thèse de doctorat (équivalent aujourd'hui à la thèse d'habilitation) sous la direction de Leonid Mandelstam, avec lequel il continuera de collaborer de 1920 à 1944. En 1928, il bénéficie d'une année sabbatique à l'invitation de Paul Ehrenfest, de l'université de Leyde. En 1934, il est nommé à la tête du département de physique théorique de l’Institut de physique Lebedev de l’Académie des sciences d'URSS.
Dans les années 1930, les campagnes de dénigrement contre la physique moderne firent perdre, à Mandelstam et lui-même, leurs chaires d'enseignement. L'un de ses meilleurs étudiants, Semion Choubine fut en 1938 victime des purges staliniennes.
Tamm était un théoricien de premier plan, et sans doute le représentant le plus éminent de l’école soviétique de mécanique ondulatoire. Il étudia la cristallographie et l’optique physique, la mécanique quantique (avec l’approximation de Tamm-Dancoff, découverte en 1945 indépendamment de Sidney Dancoff) et la théorie quantique des champs. Dans le domaine de la physique des particules, qu’on abordait alors principalement par l’analyse du rayonnement cosmique, il donna une interprétation théorique de l’effet Tcherenkov. Mais Tamm reste surtout dans l’histoire des sciences pour la découverte, en collaboration avec Andreï Sakharov, du principe du tokamak, qui décrit l’effet d’écran magnétique des plasmas dans un réacteur à fusion, et qui est l’une des voies les plus prometteuses pour la fusion nucléaire. En mal de reconnaissance par le régime, Tamm accepta en 1950 de prendre la direction d'une équipe de recherche chargée d’élaborer la première bombe H soviétique au centre de recherches militaires de Sarov. Sakharov, qui en était l’un des membres, s’illustra particulièrement dans cette tâche, et dès 1953 l'engin était testé. Après l'explosion nucléaire de 1953, Tamm retrouva son poste à l’Institut Lebedev.
En 1944, conséquence d’une rivalité entre les « Universitaires » et les « académiciens », il avait dû quitter sa chaire de physique théorique de l’Université Lomonossov (malgré une décennie de cours et son prestige d'académicien), et à la fin des années 1940, dut même cesser toute activité à l'Université Lomonossov ; tous les représentants de l’École Mandelstam payèrent le prix de cette confrontation. Les « académiciens », par leur implication dans le programme nucléaire soviétique, purent reprendre le dessus à la mort de Staline (1953), et Tamm lui-même (comme Landau) retrouva son poste à l’Université Lomonossov.
Parmi les nombreuses distinctions et récompenses ayant ponctué sa carrière, il convient d’abord de citer le prix Nobel de physique que Tamm reçut en 1958, conjointement avec Pavel Tcherenkov et Ilia Frank, « pour leur découverte et leur interprétation de l’effet Tcherenkov. » Dès 1946, il avait reçu, aux côtés de Frank, Tcherenkov et Sergueï Vavilov, le prix Staline . En 1954, avec Sakharov et Kourtchatov, il fut une nouvelle fois récipiendaire du prix Staline. Il a été membre correspondant (1933) puis membre titulaire (1953) de l’Académie des sciences d'URSS. Il a été célébré comme Héros du travail socialiste, élu membre de l’Académie polonaise des sciences, de l’Académie américaine des arts et des sciences, de la Société de physique de Suède et de l’Académie Leopoldina des Sciences de la Nature. En 1967, il a été décoré de la Médaille Lomonossov.
On lui diagnostique une sclérose latérale amyotrophique dont il meurt le 12 avril 1971. Il est enterré au cimetière de Novodevitchi. Son épouse est décédée en 1980.